# 西塞罗 (纽约州)
西塞罗（英語：Cicero）是位于美国纽约州奧農達加郡的一个镇，地处雪城北部。2010年美国人口普查时，该镇有31,632人。其名称是以古罗马政治人物西塞罗的名字命名的。